# Caporales

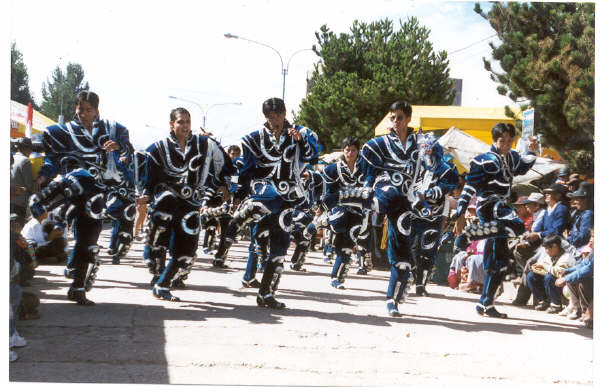
Los caporales.

Caporales es una danza folclórica practicada en Sudamérica, principalmente en Bolivia, Perú, Chile, Argentina y Ecuador. Fue creada o recreada en base a la saya afroboliviana y de la danza de los «negritos» o «Tundiqui».
Fue presentada al público por primera vez en 1969 en la Ciudad de La Paz, Bolivia, por los hermanos Estrada Pacheco.Desde entonces, ha adquirido gran popularidad y es una de las danzas más representativas del folclore boliviano,con presencia en festividades y eventos culturales dentro y fuera de la región.

## Origen y controversia
El origen de la danza de los caporales ha sido objeto de controversia. Por un lado, algunos investigadores sostienen que los caporales son una danza de origen exclusivamente boliviano. Por otro lado, hay investigadores que sostienen que la danza de los caporales incorpora elementos de otras danzas bolivianas y peruanas preexistentes y que, por lo tanto, no sería una danza exclusivamente boliviana, sino propia de la región  del altiplano compartida por ambos países. En consecuencia, algunos investigadores sostienen que los caporales también debería ser considerado una danza peruana. Asimismo, existen investigadores que sostienen la existencia de una "apropiación cultural indebida" de danzas y folclore boliviano por parte de Perú, incluyendo la danza de los caporales.
La danza de los caporales hace su presencia en la Fiesta del Gran Poder de Bolivia, siendo la primera agrupación en interpretarla «Los Uros del Gran Poder» en 1972. Otra de las agrupaciones más antiguas es el Conjunto Folklórico Negritos «Centralistas», fundado el 11 de julio de 1961 y que adoptó el nombre de Fraternidad Caporales «Centralistas» el 6 de diciembre de 1975. Los hermanos Estrada Pacheco se inspiraron en el personaje del capataz (caporal) de la saya.
El «caporal» representa al capataz de los esclavos africanos traídos a la zona altiplánica durante la época del Virreinato del Perú.
Según el investigador peruano Guillermo Vásquez, la danza deriva de otra llamada Tundique y señala que «los hermanos Estrada extrajeron de la Saya, solamente a los hombres, los Caporales». La danza fue presentada en Perú el 24 de junio de 1975 por Los Uros del Gran Poder, quienes viajaron al Cuzco para participar en la Fiesta del Inti Raymi. Al año siguiente, la misma agrupación se presentó en el I Festival Folklórico Internacional en Juliaca, lo que dio inicio a la creación de diversas agrupaciones de caporales en el Perú en ambas ciudades.
El sociólogo boliviano Sánchez Patzy identifica tres etapas en la evolución de la danza de los Caporales: el Caporal paceño (1969-1985, creado por los Urus del Gran Poder), el Caporal orureño (1974-1980, creado por los Caporales Centralistas) y el Caporal cochabambino (1979 hasta la fecha, creado por los Caporales San Simón). Cada período se distingue por diferentes estilos y significados. Durante este proceso, el Caporal surge de un barrio popular, destaca en el Carnaval de Oruro y se convierte en un símbolo que trasciende las fronteras universitarias, locales y nacionales. Además, deja atrás su identidad original de "negro tundiqui, gaucho, gitano", adoptando gradualmente una imagen más blanqueada,  para finalmente vincularse con la moda internacional y su "versión juvenil jailona", convirtiéndose en un "emblema de la ideología imperante".

## Origen y significado
La versión más conocida sobre el origen de la danza de los caporales la vincula con la saya afroboliviana, particularmente con la figura del capataz o caporal, quien desempeña el papel central como guía en la danza. Esta danza tiene sus raíces en la región de Yungas, en el Departamento de La Paz, y fusiona influencias africanas, aymaras y españolas. Según los hermanos Estrada Pacheco, el encuentro con el capataz de la saya durante un evento folklórico en el Coliseo Cerrado en La Paz fue la inspiración principal para la creación de la danza de los Caporales
Una versión más reciente sugiere que la danza de los caporales podría haberse inspirado en la danza de los tudiquis, también conocida como negrito o tuntuna, y en su capataz o caporal, que representa una burla de los sectores mestizos y aymara dentro de las danzas afrobolivianas. El investigador peruano Guillermo Vásquez sostiene que «los hermanos Estrada extrajeron de la Saya, solamente a los hombres, los Caporales».
Por su parte, la investigadora austriaca Eveline Sigl considera que «haya sido de manera directa o a través de la representación aymara y luego mestiza de los Negritos/Tundiquis; el personaje que dio nombre a la danza definitivamente fue inspirado en el capataz afro-yungueño».

## Vestimenta

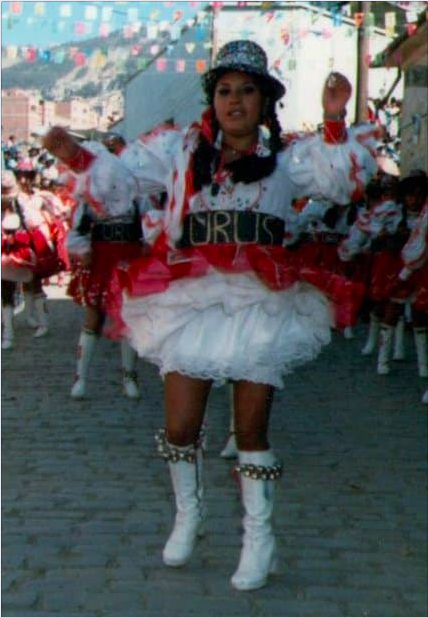
Cholita caporal de la fraternidad Urus del Gran Poder en 1972

La vestimenta original de los varones consistía en látigos, camisa holgada, faja o cinturón, pantalón de corte militar y botas, mientras que la mujer usaba una blusa de mangas anchas, falda larga que en la actualidad se ha ido acortando hasta ser una minifalda, calzados y el característico sombrero tipo borsalino o también conocido en Bolivia como sombrero de cholita. En la actualidad la vestimenta ha ido desarrollándose incorporando diseños y colores que identifican a las diferentes fraternidades o conjuntos de caporales.

## Coreografía
La danza de los caporales se caracteriza por movimientos ágiles y atléticos. Los varones ejecutan giros, contorsiones, patadas al aire y saltos acrobáticos, expresando coraje y euforia. El estilo musical de la danza tiene un ritmo marcial. En contraste, las mujeres resaltan su sensualidad y feminidad a través del vestuario y movimientos gráciles.

## Festividades y eventos
Aunque los caporales adquieren mayor prominencia en el Carnaval de Oruro, la Fiesta del Gran Poder y la Fiesta de Urkupiña, es común presenciar esta danza en diversas festividades y eventos en la región altiplánica, como en la Fiesta de La Tirana en Chile o en la Festividad de la Virgen de la Candelaria en Puno (Perú).
En el evento internacional denominado Caporales 100% Boliviano, realizado el 18 de julio de 2010, participaron bolivianos de 23 ciudades alrededor del mundo. La OBDEFO (Organización Boliviana de Defensa y Difusión del Folklore), en colaboración con el Ministerio de Cultura de Bolivia, fue la encargada de organizar este acontecimiento
En 2019, el gobierno boliviano organizó el segundo Encuentro Mundial de Caporales en 74 ciudades del mundo, evento impulsado por la Organización Boliviana de Defensa y Difusión del Folclore Boliviano (Obdefo) junto al Ministerio de Culturas y Turismo de Bolivia. El propósito de este evento era reafirmar el origen boliviano de la danza.

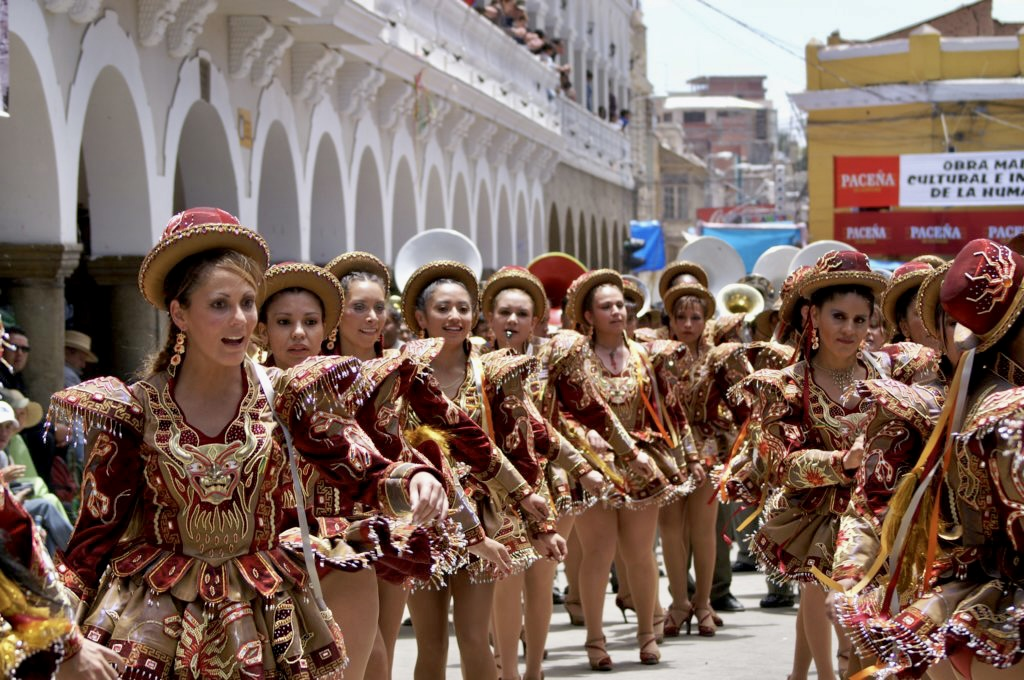
Caporales en el Carnaval de Oruro (Bolivia)
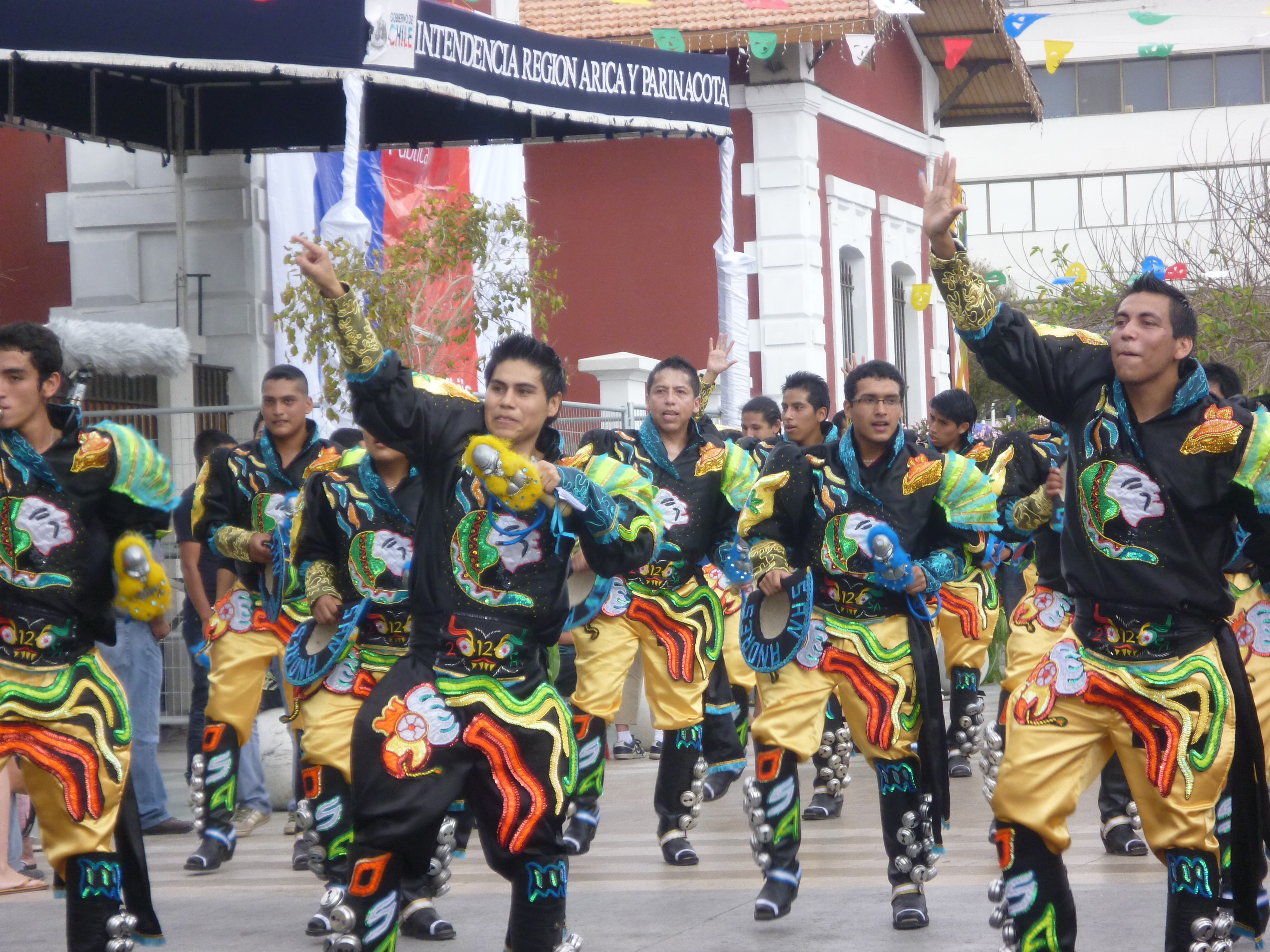
Caporales en Arica (Chile)
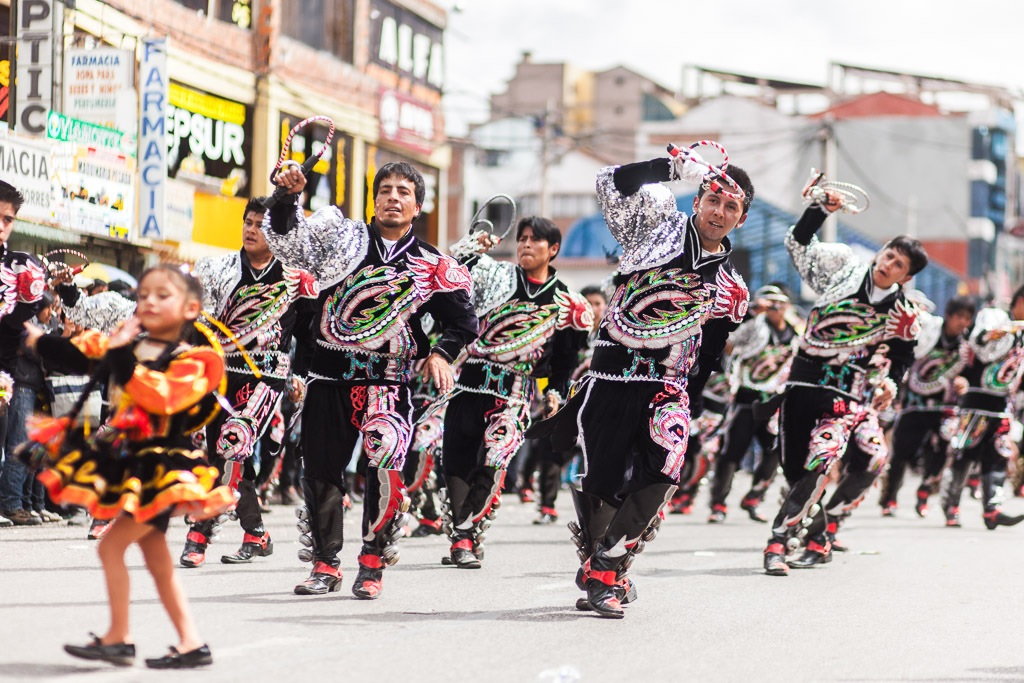
Caporales en el Departamento de Puno (Perú)

## Diferencias entre el caporal y la saya
El caporal y la saya son dos géneros de danza folklórica relacionados, pero con características distintivas. El caporal se popularizó a fines de la década de 1960 gracias a los hermanos Estrada Pacheco, quienes señalaron que este baile incorpora elementos del twist estadounidense. En cambio, la saya se caracteriza por una expresión musical y coreográfica que resalta movimientos sensuales en las mujeres y pequeños saltos en los hombres.
Otra diferencia importante está en la vestimenta: las mujeres que bailan saya suelen llevar blusas de colores llamativos y faldones largos y blancos, mientras que los hombres usan camisas a juego con las blusas femeninas, pantalones blancos y pañuelos rojos en el cuello..